# Sophie Løhde
Sophie Løhde Jacobsen (født 11. september 1983 i Birkerød) er en dansk politiker fra Venstre, tidligere sundheds- og ældreminister, derefter innovationsminister, medlem af Folketinget og nuværende indenrigs- og sundhedsminister i Mette Frederiksens flertalsregering.
Hun er datter af Venstres fhv. borgmester i Birkerød Kommune, Karin Løhde.

## Politisk karriere
Sophie Løhdes politiske karriere begyndte til amtsrådsvalget den 20. november 2001, hvor hun i en alder af 18 år blev valgt til Frederiksborg Amtsråd som landets hidtil yngste amtsrådsmedlem med 1.811 personlige stemmer. Den 15. november 2005 blev Sophie Løhde valgt til kommunalbestyrelsen i Rudersdal Kommune samt til regionsrådet for Region Hovedstaden med henholdsvis 539 og 6.294 personlige stemmer.
Ved folketingsvalget den 13. november 2007 blev hun med 5.883 personlige stemmer valgt til Folketinget i Nordsjællands Storkreds (opstillet i Egedalkredsen) som nummer to på Venstres liste, kun overgået af Lars Løkke Rasmussen. Sophie Løhde udtrådte af kommunalbestyrelsen 2007 og af regionsrådet i 2008. Sophie Løhde blev efter folketingsvalget i 2007 udnævnt til Venstres psykiatri- og SU-ordfører samt ordfører vedr. Færøerne. I 2009 blev hun udnævnt til forebyggelsesordfører og i 2010 til kommunalordfører. Ved folketingsvalget den 15. september 2011 blev hun genvalgt med 7.416 personlige stemmer som nummer to på Venstres liste, igen kun overgået af Lars Løkke Rasmussen. Efter folketingsvalget i 2011 blev Sophie Løhde udnævnt til Venstres sundhedsordfører.
Ved folketingsvalget den 18. juni 2015 blev hun valgt med 11.832 personlige stemmer som det første mandat for Venstre i Nordsjællands Storkreds. Ti dage senere blev hun præsenteret som ny sundheds- og ældreminister i en ren V-regering anført af Lars Løkke Rasmussen. Ved regeringsomdannelsen i november 2016 i stedet for sine hidtidige ministerier den helt nydannede post som innovationsminister.
Den 11. april 2018 blev hun udnævnt til Kommandør af Dannebrogordenen.
Den 5. juni 2019 blev hun genvalgt til Folketinget med 11.637 personlige stemmer i Nordsjællands Storkreds.Efter folketingsvalget i 2019 blev hun udpeget til politisk ordfører for Venstre. Dermed blev hun også en del af Venstres gruppeledelse. I 2022 blev hun udpeget som formand for Granskningsudvalget.

## Erhvervserfaring
Sophie Løhde har arbejdet som projektkonsulent for Kristiansen Strategy, der ejes af Michael Kristiansen. 2005-2007 arbejdede hun som politisk assistent for folketingsmedlem og fhv. borgmester i Randers Michael Aastrup Jensen. Hun har arbejdet på Rikke Mariehjemmet i Skodsborg og som salgsassistent hos Plaza Ure & Smykker i Illum i København.

## Uddannelse
Hun er uddannet bachelor i Erhvervsøkonomi og Virksomhedskommunikation fra Copenhagen Business School (2004-2007) og har en sproglig studentereksamen fra Frederiksborg Gymnasium og HF (1999-2002). Fra 1989-1999 gik hun i folkeskole på Parkvejskolen i Birkerød.I 2011 gennemførte Sophie Løhde Young European Leadership Programme.